# Passiflora ampullacea
Passiflora ampullacea es una especie de planta de flores perteneciente a la familia  Passifloraceae. 

## Distribución
Es endémica de Ecuador, en las provincias de Azuay, Cañar y Chimborazo. Frecuentemente es cultivada y sus frutos son vendidos en el mercado.

## Taxonomía
Passiflora ampullacea fue descrita por (Mast.) Harms y publicado en Die Natürlichen Pflanzenfamilien 3(6a): 91. 1893.
Etimología
Passiflora: nombre genérico que adoptado por Linneo en 1753 y significa "flor de la pasión" (del latín passio = "pasión" y flos = "flor"), fue otorgado por los misioneros jesuitas en 1610, debido a la similitud de algunas partes de la planta con símbolos religiosos de la Pasión de Cristo, el látigo  con el que fue azotado = zarcillos, los tres clavos = estilos; estambres y la corola radial = la corona de espinas.
ampullacea: epíteto latíno que significa "con forma de botella"
Sinonimia
- Passiflora hieronymi Harms
- Tacsonia ampullacea Mast.[4]